# Thenopa viridifascia
Thenopa viridifascia là một loài bướm đêm trong họ Geometridae.